# Марко Бортолами
Марко Бортолами (енгл. Marco Bortolami; 20. јун 1980) италијански је рагбиста који тренутно игра за италинског представника Зебре (рагби јунион) у лиги Про 12.

## Биографија
Висок 196 цм, тежак 112 кг, Бортолами је у каријери играо за Падову, Нарбон, Глостер (рагби јунион) и Аирони пре него што је прешао у екипу Зебре. За италијанску репрезентацију одиграо је 111 тест мечева и постигао 7 есеја.